# قطرة (قضاء الرملة)
قطرة، وتسمّى “قطرة اسلام”. وهي قرية عربية تقع على بعد 15 كم إلى الجنوب الغربي من مدينة الرملة، اكتسب موقعها أهمية خاصة لوقوعها على طريق غزة– يافا الساحلية الرئيسة المعبدة. تبعد 31 كم إلى الجنوب الشرقي من مدينة يافا، كما تبعد عن مدينة غزة 52 كم. تربطها دروب ممهدة بقرى بشيت، شحمة، المغار، المخيزن، عاقر والمسمية. ويبعد مطار عاقر العسكري 3 كم إلى الشمال الشرقي منها.

## الموقع والسكان
أقيمت قرية قطرة على بقعة قرية “بعلة” الكنعانية ودعيت باسم “سدرون” في العهد الروماني. وهي من قرى السهل الساحلي الأوسط ترتفع 50م عن سطح البحر. يجري وادي الصرار على مسافة كيلومتر واحد إلى الشمال منها. بنيت بيوتها من اللبن والاسمنت واتخذ مخططها شكل المستطيل، وصارت عبر نموها العمراني في الاتجاهين الغربي والجنوبي حتى وصلت مساحتها عام 1945 إلى 26 دونمًا. كانت تضم بعض الدكاكين ومسجدًا في وسطها، بالإضافة إلى مدرستها الابتدائية المختلطة. كما تحتوي قطرة على تل غني بأنقاض وأسس من الحجارة وآثار وأرضيات مرصوفة بالفسيفساء.
تبلغ مساحة أراضيها 7,853 دونمًا منها 214 دونمًا للطرق والأودية،2,509 دونمات من أملاك اليهود. تتميز هذه الأراضي بخصب تربتها ووفرة مياهها الجوفية. تزرع فيها أنواع مختلفة من المحاصيل الزراعية كالحبوب والحضر والأشجار المثمرة. وكانت أشجار الحمضيات تشغل مساحة 795 دونمًا من الأرض الزراعية، في حين شغلت أشجار الزيتون 30 دونمًا.
في أراضي قطرة بعض البقاع الأثرية كالموقع الذي يعرف بالنبي عرفات وتل الغول.
نما عدد سكان قطرة من 640 نسمة في عام 1922 فبلغ عام 1931: 822 نسمة كانوا يقيمون في 175 بيتًا. وقدر عدد السكان في عام 1945 بنحو 1,210 نسمات. وفي عام 1948 هاجم اليهود قطرة واحتلوها وطردوا سكانها العرب ودمروا بيوتهم. وقد أقيمت مستعمرة “غديرا” جنوبي قطرة.

## احتلال القرية وتطهيرها عرقيًّا
أول التقاريرعن نشاط «الهاغاناه» العسكرية في قطرة جاء في نبا نشرته صحيفة (فلسطين) عن تعرض عمال عرب، في 13 آذار/مارس 1948، لإطلاق النار بينما كانوا يجنون الفاكهة من بعض البساتين، وعن جرح خمسة منهم. بعد شهر من ذلك التاريخ، أظهر نبأ نشرته صحيفة (نيويورك تايمز) أن فرقة الهاغاناه انتقلت إلى قلعة الشرطة في قطرة يوم 17 نيسان/أبريل، وذلك بعد أن أخلاها البريطانيون.
يقول المؤرخ الإسرائيلي بني موريس أنّ وحدات من لواء غفعاتي طوقت القرية في 6 أيار/مايو، وطلبت من السكان أن يسلموا أسلحتهم كلها. بعد ذلك يروي موريس تسلسل الحوادث كالتالي: حاول بضع عشرات من الرجال المسلّحين أن يشقوا طريقهم إلى خارج القرية، لكن «الهاغاناه» منعتهم. وسلّم السكان عدة بنادق إلى جنود لواء «غفعاتين» الذين دخلوا القرية على الرغم من ذلك. بعد ذلك شرع الجنود ينهبون القرية، وأطلق أحد السكان النار على جندي إسرائيلي فأرداه. وكان نتيجة ذلك أن اعتقلت الهاغاناه نفرًا من سكان القرية، (وفي غضون أيام قليلة [بحسب ما يروي موريس]، أرهبت باقي السكان لحملهم على الفرار، أو أمرتهم بالمغادرة). توافق رواية الهاغاناه الرسمية رواية موريس في أن قطرة احتلت في ذلك الوقت تقريبًا، لكنها تذكر (خطأً في أغلب الظن) أن لواء ألكسندروني هو الذي احتل القرية.

## القرية اليوم
لم يبق منها إلاّ المدرسة وبضعة منازل مهجورة. كما ينبت الصبّار في الموقع، وعدد من شجر النخيل هنا وهناك. يزرع الإسرائيليون الأراضي المحيطة بالقرية.

## المستعمرات الإسرائيلية على أراضي القرية
في سنة 1884، أنشأ الصهيونيون مستعمرة غديرا جنوبي موقع القرية تمامًا؛ وقد تحولت اليوم إلى بلدة، وبات الكثير من أبنيتها يقع على أراضي القرية. كما أُنشئت مستعمرة كدرون على أرضي القرية في سنة 1949.

## روابط خارجية
- قطرة ترحب بكم